# Gergei
Gergei település Olaszországban, Szardínia régióban, Cagliari megyében. Lakosainak száma 1120 fő (2023. január 1.). Gergei Escolca, Isili, Mandas, Barumini, Gesturi és Serri községekkel határos.

## Népesség
A település lakossága az elmúlt években az alábbi módon változott:
| Lakosok száma | 1227 | 1218 | 1120 |
|               | 2017 | 2018 | 2023 |